# Toyota Curren

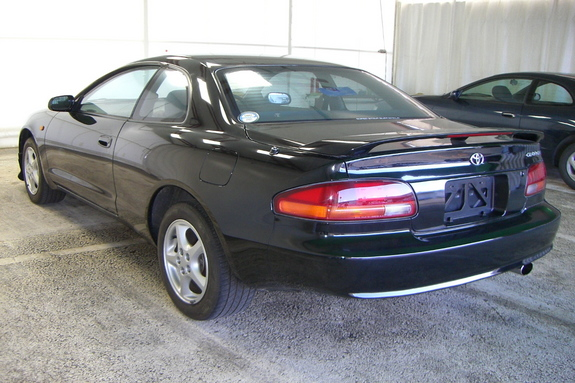
Tył nadwozia

Toyota Curren – sportowy samochód osobowy produkowany przez japońską firmę Toyota od stycznia 1994 do lipca 1998 roku z przeznaczeniem na rynek rodzimy. Dostępny był wyłącznie jako 2-drzwiowe notchback coupé. Konstrukcyjnie opierała się na Celice 6. generacji, inny był pas przedni nadwozia. Do napędu używano benzynowych silników R4 o pojemności 1,8 oraz 2,0 litra. Napęd przenoszony był na oś przednią poprzez 5-biegową manualną bądź 4-biegową automatyczną skrzynię biegów. Nazwa modelu pochodzi od angielskiego słowa current.

## Dane techniczne

### 4S-FE
Źródło:
- R4 4S-FE 1,8 l (1838 cm³), 4 zawory na cylinder, DOHC
- Układ zasilania: wtrysk
- Średnica cylindra × skok tłoka: 82,50 mm × 86,00 mm
- Stopień sprężania: 9,5:1
- Moc maksymalna: 125 KM (92 kW) przy 6000 obr./min
- Maksymalny moment obrotowy: 162 N•m przy 4600 obr./min

### 3S-FE
Źródło:
- R4 3S-GE 2,0 l (1998 cm³), 4 zawory na cylinder, DOHC
- Układ zasilania: wtrysk
- Średnica cylindra × skok tłoka: 86,00 mm × 86,00 mm
- Stopień sprężania: 9,5:1
- Moc maksymalna: 140 KM (103 kW) przy 6000 obr./min
- Maksymalny moment obrotowy: 186 N•m przy 4400 obr./min

### 3S-GE
Źródło:
- R4 3S-FE 2,0 l (1998 cm³), 4 zawory na cylinder, DOHC
- Układ zasilania: wtrysk
- Średnica cylindra × skok tłoka: 86,00 mm × 86,00 mm
- Stopień sprężania: 10,3:1
- Moc maksymalna: 181 KM (133 kW) przy 7000 obr./min
- Maksymalny moment obrotowy: 191 N•m przy 4800 obr./min